# サーダ (潜水艦)
|          |                                                  |
| 艦歴     |                                                  |
| 発注:    |                                                  |
| 起工:    | 1945年4月12日                                    |
| 進水:    | 1945年8月24日                                    |
| 就役:    | 1946年4月19日                                    |
| 退役:    | 1964年6月1日                                     |
| その後:  | スクラップとして売却                             |
| 除籍:    | 1964年6月1日                                     |
| 性能諸元 |                                                  |
| 排水量:  | 1,570トン（水上）、 2,414トン（水中）            |
| 全長:    | 311.8 ft                                         |
| 全幅:    | 27.4 ft                                          |
| 吃水:    | 17.6 ft                                          |
| 機関:    |                                                  |
| 最大速:  | 20ノット（水上） 9ノット（水中）                 |
| 乗員:    | 士官、兵員73名                                   |
| 兵装:    | 5インチ砲1門、40mm砲2門、 21インチ魚雷発射管10門 |

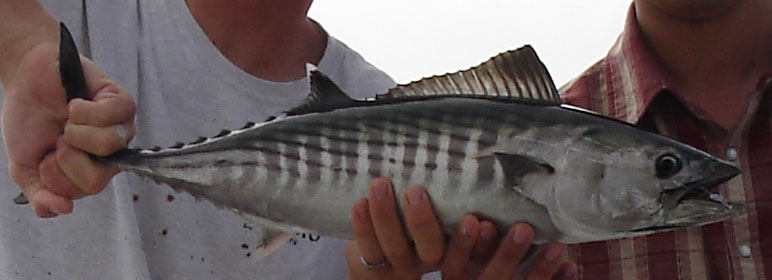
タイセイヨウハガツオ（学名Sarda sarda）

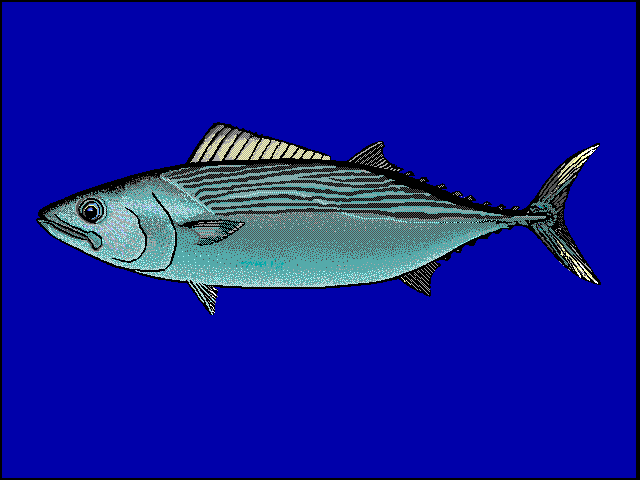
ハガツオ（学名Sarda orientalis）

サーダ (USS Sarda, SS-488) は、アメリカ海軍の潜水艦。テンチ級の一隻。艦名は中央、南西、西太平洋に生息するタイセイヨウハガツオを代表とするハガツオ属の学名（属名）にちなむ。

## 艦歴
マサチューセッツ州リンの住民による第7回戦時公債の融資によって建造が決定し、1945年4月12日にメイン州キタリーのポーツマス海軍造船所で起工した。1945年8月24日にハファーナン夫人（ニューヨーク州選出下院議員ジェームズ・J・ハファーナンの妻）によって命名され、進水した。進水直前に戦争が終了したため、海軍は就役させるか廃棄すべきかを決定しなければならなかった。
艦長にはチェスター・W・ニミッツ・ジュニア中佐が着任予定であった。ニミッツは艦の運命についての討論で挫折し、何か月も待機した。その間にニミッツは、父のチェスター・ニミッツから「Illegitimi non Carborundum」と刻まれた小さな飾り額を受け取った。結局はニミッツの指揮下、1946年4月19日に就役した。
戦闘任務に就く必要の無かった本艦には、進水から就役までの間に各種の実験機器を装着できるように巨大な司令塔が設置された。就役後はカリブ海で整調を行い、その後にコネチカット州ニューロンドン沖で実験任務を開始した。ニューロンドンでは第2潜水戦隊第22潜水艦隊に所属し、続く4年にわたってフォート・トランブルの水中音響研究所で新型機器の試験や、新式艦統制手順の評価に従事した。1949年の秋に第21潜水艦隊へ配属となり、その任務は評価試験から訓練艦任務へ変わった。1950年代を通して訓練任務に従事し、機雷敷設訓練、対潜水艦戦訓練、艦隊演習、NATOやアメリカ・カナダ海軍の合同演習を大西洋およびニューイングランド北方で行った。1957年1月から6月まではカリブ海およびギアナ、ブラジル海盆で水路局の任務を行う。同任務後には、再び潜水艦訓練生の訓練任務に従事した。
1960年代初めには任務を継続したが、対潜水艦戦訓練部隊への協力任務に多くの時間を割くことになった。1960年冬には、カリブ海で92隻の水上艦艇および14飛行隊が参加した例年の訓練演習に協力した。1962年の冬にはカリブ海に戻り、大西洋艦隊の水上、航空対潜水艦部隊との訓練を行い、それ以外の時間は音響魚雷の試験、評価を行った。1963年初めには地中海に配備され、第6艦隊と共に作戦活動を行う。同年5月にはニューロンドンに帰還し、再び訓練艦の任務を再開した。
その11か月後には退役が決定した。1964年5月にニューロンドンで不活性化が始まり、6月1日に退役して同日に除籍され、その後は1965年3月にスクラップとして売却された。